# Auguste Marie Raymond d'Arenberg
Auguste Marie Raymond d'Arenberg greve La Marck, född 30 augusti 1753, död 1833, var en nederländsk greve, militär och politiker.
La Marck tillhörde den tysk-fransk-nederländska arenburgska furstesläkten. Han deltog i sin ungdom i de franska kolonialkrigen och senare som Mirabeaus nära vän i den franska revolutionen men drog sig ur denna, då den tog en republikansk riktning, och återvände till Nederländerna. Efter Wienkongressen var han general i nederländsk tjänst.